# Konezavodski
Konezavodski (en rus, Конезаводский) és un poble (un possiólok) de l'óblast d'Omsk, a Rússia, el qual el 2010 tenia 1.957 habitants. Pertany al districte rural de Mariànovka.